# Maria Filatova
Maria Evgenievna Filatova, em russo: Мария Евгеньевна Филатова, (Leninsk-Kuznetsky, 19 de julho de 1961) foi uma ginasta que competiu em provas de ginástica artística pela extinta União Soviética.
Entre seus principais êxitos estão três medalhas olímpicas, quatro mundiais e duas continentais, com destaque para o bicampeonato olímpico por equipes e o ouro individual europeu no solo. De carreira iniciada na ginástica aos dezessete anos, a encerrou aos 25, para tornar-se treinadora e árbitra da modalidade feminina.
Radicada nos Estados Unidos, abriu a Zenith Academy of Gymnastics, em Nova Iorque, ao lado do marido.

## Carreira
Treinada por Galina e Innokenty Mametyev, Maria teve sua estreia como ginasta profissional em 1974, em competição júnior na qual conquistou as medalhas de ouro por equipes e nas barras assimétricas e a de bronze no concurso geral. No ano seguinte, disputou a Copa Chunichi, seu primeiro torneio internacional. Nela, foi a quinta ranqueada geral.
Em 1976, foi a terceira colocada na trave de equilíbrio, no Campeonato Nacional Soviético. Com seus resultados nacionais, conquistou vaga, como suplente, na equipe que disputou os Jogos Olímpicos, no Canadá. Na edição de Montreal, na qual era a ginasta mais baixa dentre as participantes, conquistou a medalha de ouro ao lado de Svetlana Grozdova, Nellie Kim, Olga Korbut, Elvira Saadi e Ludmilla Tourischeva. No ano posterior, venceu a disputa geral e a trave do Campeonato Nacional. Nas disputas mundiais, foi a medalhista de ouro na Final da Copa do Mundo de Oviedo, na Espanha, ao superar a alemã Steffi Kraker e a compatriota Natalia Shaposhnikova. Em estreia continental, no Europeu de Praga - que não contou com as provas coletivas -, disputou cinco finais e subiu em dois pódios: no individual geral foi a quinta colocada, em prova vencida pela romena Nadia Comaneci; nos aparelhos, conquistou a medalha de bronze na trave, e foi a quarta colocada no salto e a sexta nas assimétricas.
Em 1978, no Campeonato Nacional, apesar de não subir ao pódio como anterirmente no concurso geral, saiu-se vitoriosa na trave e nas barras assimétricas. Na Copa Soviética, todavia, conquistou a primeira colocação geral. Em competições internacionais, foi a bicampeã da Copa do Mundo, na edição brasileira de São Paulo, ao superar a alemã Silvia Hindorff e a compatriota Sharipova, novamente medalhista de bronze. Na sequência, o Mundial de Estrasburgo, foi à final coletiva e das barras: na disputa individual foi a quarta colocada e na coletiva, medalhista de ouro, ao superar a equipe romena e a seleção alemã. Em 1979, voltou ao pódio do Nacional, ao tornar-se vicecampeã geral daquela edição. Nas disputas internacionais, participou da Universíada da Cidade do México e conquistou cinco medalhas das seis disputáveis. Dos cinco pódios atingidos, quatro foram com a medalha de ouro: por equipes, salto sobre a mesa, barras assimétricas e solo - dois deles a frente da companheira de equipe, Yelena Davydova; no concurso geral, foi superada pela romena Teodora Ungureanu. No Ft. Worth 1979, subiu ao pódio em apenas uma ocasião, ao conquistar a prata coletiva.
Em 1980, qualificou-se como titular para disputar sua segunda edição olímpica - os Jogos de Moscou -, na qual conquistou a medalha de ouro coletiva e a de bronze nas barras assimétricas, empatada com a romena Melita Rühn e a alemã Kraker. No ano seguinte, tornou a ficar de fora do pódio nacional. Já na competição seguinte, o Mundial de Moscou, foi a medalhista de ouro por equipes e a de prata do individual geral, superada pela compatriota Olga Bicherova. Em 1982, participou apenas do Campeonato Nacional, no qual terminou na nona colocação geral. Após, encerrou a carreira de ginasta e tornou-se árbitra e técnica da modalidade. Chegou também a performar em circo, na época em que se casou com o trampolinista Alexander Kurbatov, com quem trabalhou até 1996, como treinadora antes de se mudar para os Estados Unidos. Pouco depois, abriram o Zenith Academy of Gymnastics, em Nova Iorque, no qual treina sua filha, Alexandra.

## Principais resultados
| Ano  | Evento                                    | AA               | Equipe           | Salto sobre o cavalo | Trave           | Barras assimétricas | Solo             |
| ---- | ----------------------------------------- | ---------------- | ---------------- | -------------------- | --------------- | ------------------- | ---------------- |
| 1976 | Campeonato Nacional Soviético             |                  |                  |                      |                 | Medalha de bronze   |                  |
| 1976 | Jogos Olímpicos                           |                  | Medalha de ouro  |                      |                 |                     |                  |
| 1977 | Copa do Mundo                             | Medalha de ouro  |                  |                      |                 |                     |                  |
| 1977 | Campeonato Europeu                        |                  |                  |                      |                 | Medalha de bronze   | Medalha de ouro  |
| 1977 | Campeonato Nacional Soviético             | Medalha de ouro  |                  |                      |                 | Medalha de ouro     | Medalha de prata |
| 1978 | Copa do Mundo                             | Medalha de ouro  |                  |                      |                 |                     |                  |
| 1978 | Campeonato Mundial de Ginástica Artística |                  | Medalha de ouro  |                      |                 |                     |                  |
| 1978 | Campeonato Nacional Soviético             |                  |                  |                      |                 | Medalha de ouro     | Medalha de ouro  |
| 1978 | Copa Soviética                            | Medalha de ouro  |                  |                      |                 |                     |                  |
| 1979 | Campeonato Mundial de Ginástica Artística |                  | Medalha de prata |                      |                 |                     |                  |
| 1979 | Universíada                               | Medalha de prata | Medalha de ouro  | Medalha de ouro      | Medalha de ouro |                     | Medalha de ouro  |
| 1979 | Campeonato Nacional Soviético             | Medalha de prata |                  |                      |                 | Medalha de prata    |                  |
| 1980 | Jogos Olímpicos                           |                  | Medalha de ouro  |                      |                 | Medalha de bronze   |                  |
| 1981 | Campeonato Mundial de Ginástica Artística | Medalha de prata | Medalha de ouro  |                      |                 |                     |                  |
| 1981 | Universíada                               |                  | Medalha de prata |                      |                 |                     |                  |